# Bergsjön (Bottnaryds socken, Småland)
Bergsjön är en sjö i Jönköpings kommun i Småland och ingår i Nissans huvudavrinningsområde. Sjön är 4 meter djup, har en yta på 0,0558 kvadratkilometer och är belägen 222,2 meter över havet.